# Holopogon kugleri
Holopogon kugleri är en tvåvingeart som beskrevs av Oskar Theodor 1980. Holopogon kugleri ingår i släktet Holopogon och familjen rovflugor.
Artens utbredningsområde är Israel. Inga underarter finns listade i Catalogue of Life.